# Termitophilomyia brevicollaris
Termitophilomyia brevicollaris är en tvåvingeart som beskrevs av Ronald Henry Lambert Disney 1995. Termitophilomyia brevicollaris ingår i släktet Termitophilomyia och familjen puckelflugor.
Artens utbredningsområde är Malawi. Inga underarter finns listade i Catalogue of Life.